# Guayaquil

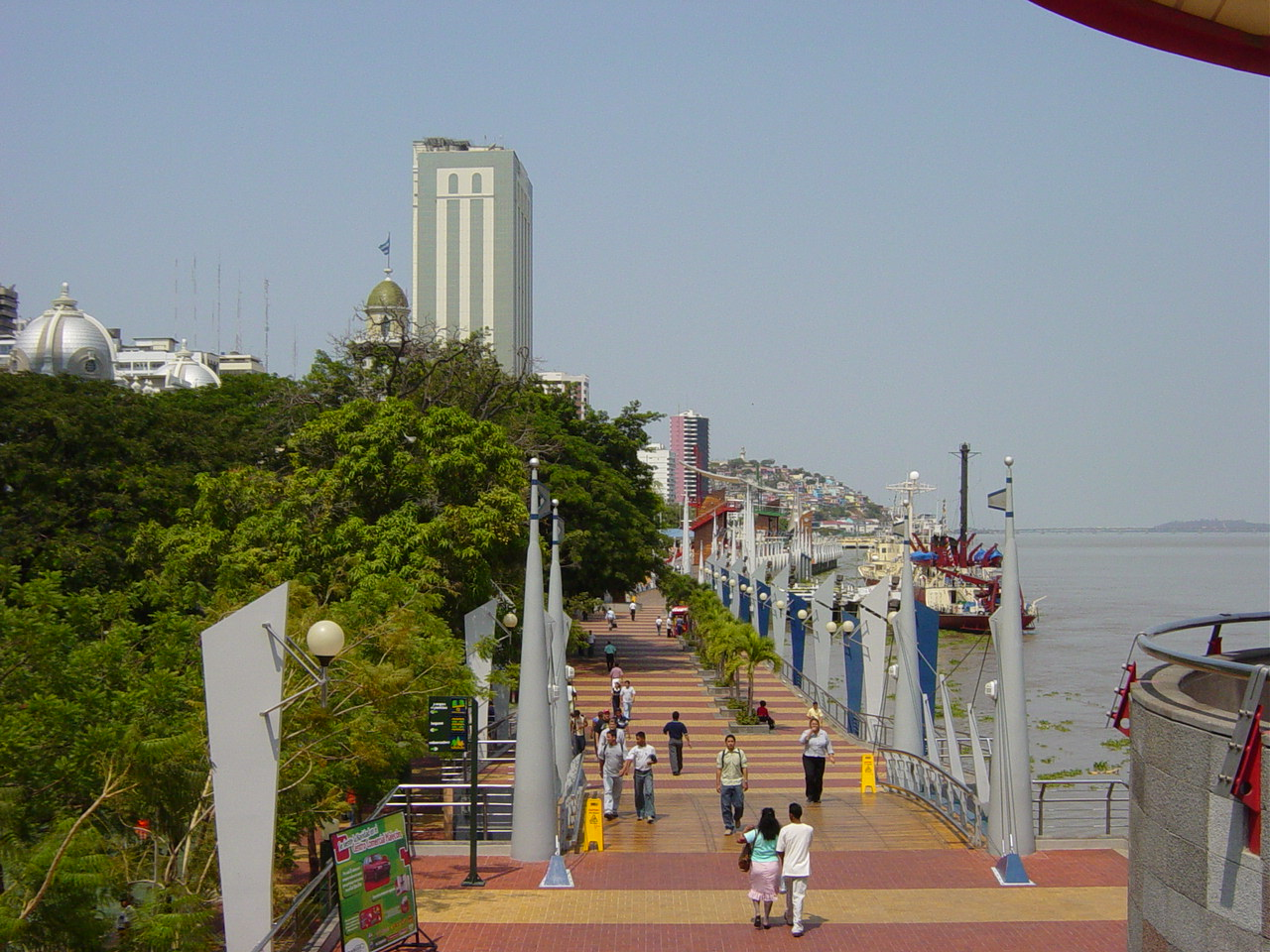
Nabrzeże Malecon

Guayaquil (także Gwajakil, właściwie Santiago de Guayaquil) – miasto w zachodnim Ekwadorze przy ujściu rzeki Guayas do Zatoki Guayaquil (Ocean Spokojny). Ośrodek administracyjny prowincji Guayas. 
Założone w 1537, było często niszczone przez Indian i piratów. W 1821 brało udział w walkach antyhiszpańskich. W XIX wieku było siedzibą liberałów. Rywalizowało z Quito, które było siedzibą konserwatystów. Od XIX wieku bardzo ważny port wywozowy Ekwadoru. Siedziba archidiecezji (zał. 1956, przedtem od 1838 diecezja), na czele której stał m.in. abp Juan Ignacio Larrea Holguín, a od 2003 abp Antonio Arregui Yarza. Znajduje się tu sanktuarium Matki Boskiej Częstochowskiej, które w 1985 odwiedził papież Jan Paweł II.
Guayaquil jest największym miastem kraju i głównym portem handlowym. Jest dużym ośrodkiem przemysłu spożywczego, obuwniczego, chemicznego, poligraficznego i stoczniowego. Ma hutę aluminium. Jest dużym portem rybackim. Znajduje się w nim międzynarodowy port lotniczy. Ma 2 uniwersytety (w tym katolicki) oraz politechnikę. W jego pobliżu wydobywa się ropę naftową i gaz ziemny.

## Miasta partnerskie
- Santiago, Chile
- Houston, Stany Zjednoczone
- Szanghaj, Chińska Republika Ludowa
- Genua, Włochy
- Barcelona, Hiszpania
- Concepción, Chile

## Administracja
Gmina Guayaquil podlega głównie przepisom art. 253 i 264 konstytucji politycznej Republiki i ustawy o reżimie miejskim w artykułach 1 i 16, które ustanawiają autonomię funkcjonalną, gospodarczą i administracyjną Entity.

## Organizacja terytorialna
Terytorialnie miasto Guayaquil jest podzielone na 16 sektorów miejskich i 5 sektorów wiejskich, które łącznie tworzą 21 parafii w Guayaquil. Określenie „parafia” jest używane w Ekwadorze w odniesieniu do terytoriów w ramach gminnego podziału administracyjnego. Do 1992 r. Miasto Guayaquil utrzymywało tylko 14 parafii, jednak miejscowości Chongón i Pascuales zostały przyłączone z obszarów wiejskich do miejskich ze względu na ich bliskość do stolicy kantonów.

## Natura
Guayaquil znajduje się na bardzo żyznym terytorium, które pozwala na obfitą i zróżnicowaną produkcję rolną i hodowlaną. Całe terytorium otaczające miasto ma ziemię, która produkuje trzcinę cukrową, ryż, banany, kakao, owoce tropikalne, takie jak mango, marakuja (pierwsi światowi eksporterzy), papaja, melony, kawa i wiele innych. Istnieje również suchy las tropikalny Cerro Blanco, tama Chongón, zabytkowy park i inne obszary naturalne.